# Герард Венгерский
Святой Герард Венгерский (23 апреля 980 или предп. 977, Венеция — 24 сентября 1046, Буда) — (лат. Gerardus, венг. Gellért), Геллерт, Герхард, при рождении Джорджо Сагредо — католический святой, бенедиктинец, епископ, мученик, просветитель Венгрии.

## Биография

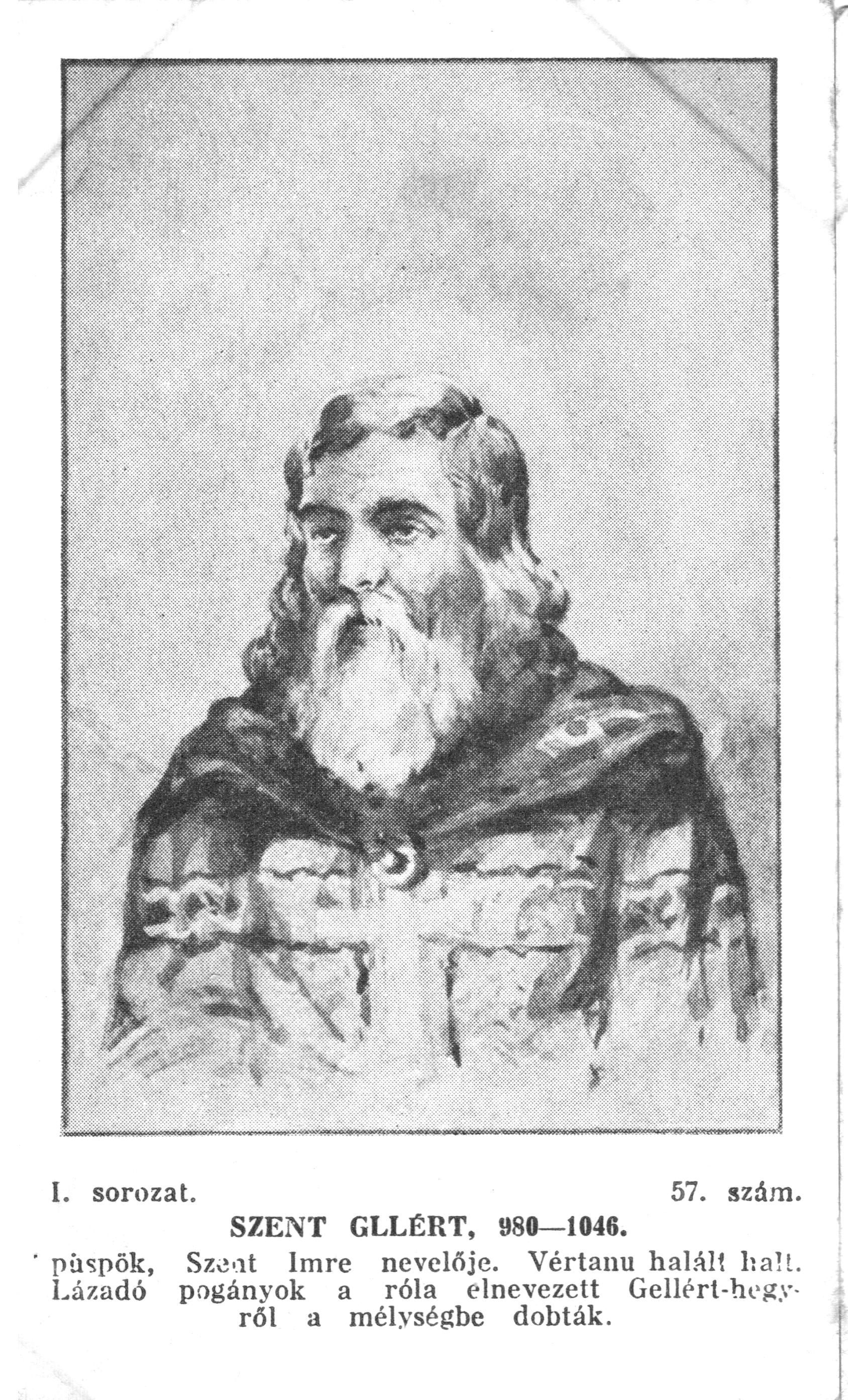
Герард Венгерский

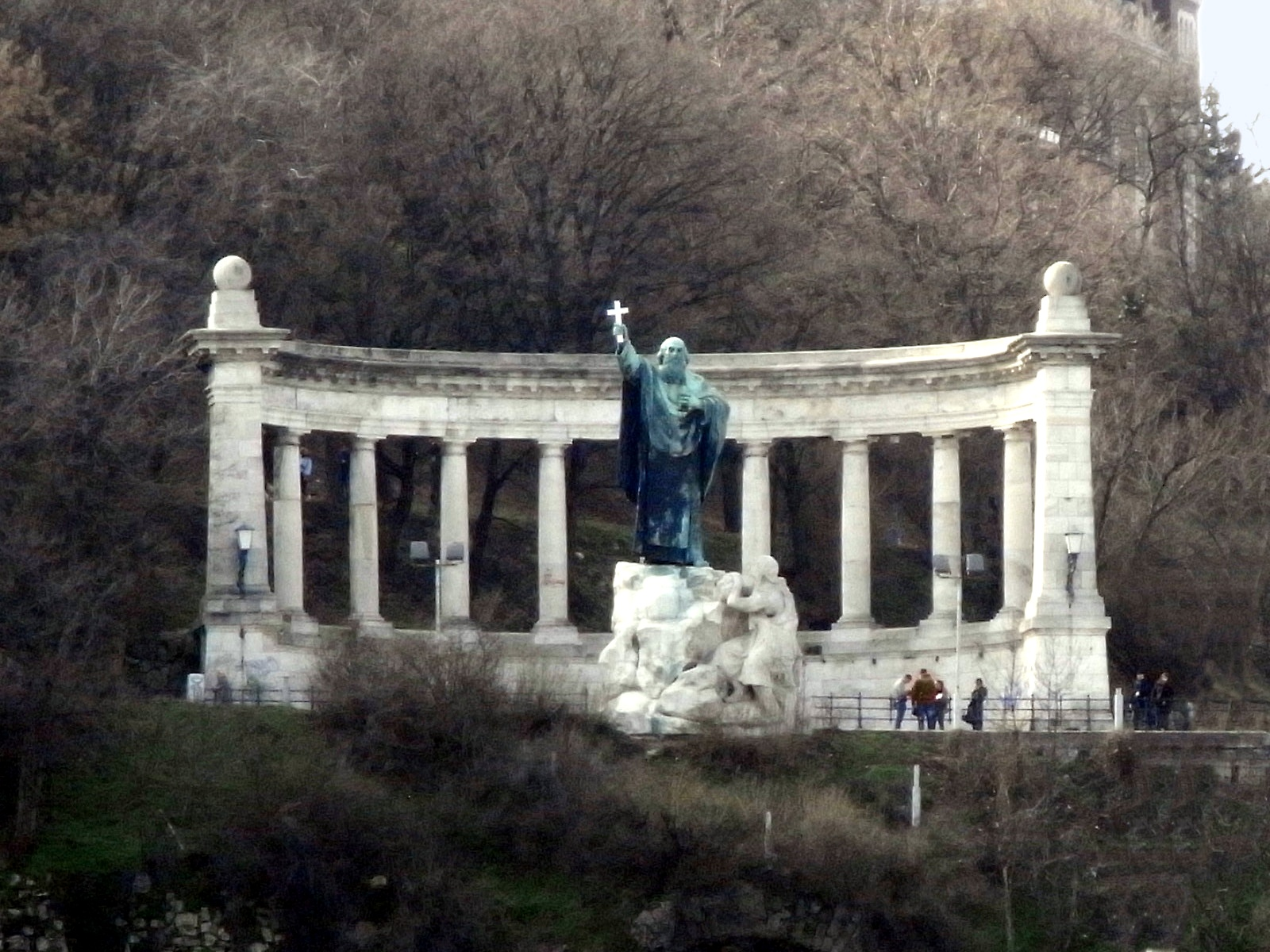
Памятник Святому Герарду в Будапеште

Герард, тогда ещё Джорджо Сагредо, родился в Венеции в знатной семье, представитель которой в 1026—1032 годах был дожем. На протяжении пяти лет учился в монастырской школе, принял постриг в бенедиктинском монастыре святого Георгия в родном городе, после чего был направлен для продолжения обучения в Болонью. Окончив образование, он вернулся в Венецию и в 1012 году стал приором родного монастыря.
В 1015 году Герард решил совершить паломничество в Святую землю, однако добраться до неё ему было не суждено: корабль, на котором он плыл, попал в бурю и причалил на острове святого Андрея Первозванного. По пути он познакомился с аббатом из Венгрии, который убедил его остаться на время в его стране, встретиться с королём Иштваном I и продолжить свой путь в Иерусалим через Константинополь. Однако оказалось, что Герарду было суждено провести здесь всю оставшуюся жизнь и посвятить её делу утверждения христианства в Венгрии.
В 1020 году король Иштван I, позднее причисленный к лику святых, пригласил Герарда быть наставником для своего сына Имре (Эмерика), позднее также ставшего святым. В 1023 году Герард удалился в бенедиктинский монастырь, где провел около семи лет. В 1030 году король Иштван поставил Герарда епископом новых земель на юге страны, в Чанаде, отвоеванных у языческих вождей. В дальнейшем Герард усердно трудился над распространением христианской веры в этих землях, а также и по всей Венгрии.
В 1038 году умер король, и язычники, воспользовавшись этим, начали мстить христианам. Епископ Герард был схвачен и казнён. Его посадили в бочку, в которой были гвозди, и бросили с горы. Сейчас гора находится в черте Будапешта и названа в его честь.
Канонизация, наряду с Иштваном I и его сыном Имре, состоялась уже в 1083 году при папе Григории VII. Память святого Герарда в Католической церкви — 24 сентября. Святой Герард считается одним из покровителей Венгрии.